# Berlaimont
Berlaimont település Franciaországban, Nord megyében. Lakosainak száma 3169 fő (2022. január 1.). Berlaimont Pont-sur-Sambre, Sassegnies, Aulnoye-Aymeries, Leval és Locquignol községekkel határos.

## Népesség
A település népességének változása:
| Lakosok száma | 3122 | 3079 | 3141 | 3130 | 3155 | 3175 | 3174 | 3180 | 3169 |
|               | 2013 | 2015 | 2016 | 2017 | 2018 | 2019 | 2020 | 2021 | 2022 |